# Su Sigmund
Su Sigmund (geboren in Salzburg) ist eine österreichische Kostümbildnerin.

## Leben und Werk
Sigmund studierte Musik am Mozarteum und Bühnengestaltung bei Erich Wonder an der Akademie der bildenden Künste Wien. Bis 2002 war sie Wonders Assistentin u. a. für Produktionen in Zürich, Amsterdam, Berlin und Wien. Ihr erstes selbständiges Kostümdesign war im Jahr 2000 die Wiener-Festwochen-Produktion von Ian McEwans Zementgarten. Es inszenierte Tina Lanik, mit der sie danach am Bayerischen Staatsschauspiel in München eng zusammenarbeitete, u. a. für Fassbinders Tropfen auf heiße Steine, Grabbes Herzog Theodor von Gothland, Shakespeares Romeo und Julia, Ravenhills Pool oder Brechts Im Dickicht der Städte. Am Residenztheater gestaltete sie 2007 die Kostüme für Martin Kušejs Woyzeck-Inszenierung, die auch beim Holland Festival zu sehen war. Sigmund arbeitete auch am Staatstheater Stuttgart, am Deutschen Theater Berlin, am Wiener Burgtheater, sowie für die Schauspielhäuser Bochum, Hamburg und Zürich.
2008 entwarf sie die Kostüme für Martin Kušejs Inszenierung von Strawinskis The Rake’s Progress am Theater an der Wien und im Opernhaus Zürich. Diese Produktion wurde im Herbst 2013 in Wien wiederaufgenommen. Weitere Arbeiten für das Musiktheater waren – alle am Theater Koblenz – Massenets Werther, Brecht/Weills Dreigroschenoper und Brittens Peter Grimes. 2017 war sie für die Kostüme in Mathis der Maler unter der Regie von Elisabeth Stöppler am Staatstheater Mainz zuständig.